# Liminka
Liminka (in svedese Limingo) è un comune finlandese di 10258 abitanti, situato nella regione dell'Ostrobotnia Settentrionale.